# Клаймер (Пенсільванія)
Клаймер (англ. Clymer) — місто (англ. borough) в США, в окрузі Індіана штату Пенсільванія. Населення — 1321 особа (2020).

## Географія
Клаймер розташований за координатами 40°40′7″ пн. ш. 79°0′49″ зх. д. / 40.66861° пн. ш. 79.01361° зх. д. (40.668502, -79.013605).  За даними Бюро перепису населення США в 2010 році місто мало площу 1,52 км², з яких 1,47 км² — суходіл та 0,05 км² — водойми.

## Демографія
Згідно з переписом 2010 року, у селищі мешкало 1357 осіб у 585 домогосподарствах у складі 365 родин. Густота населення становила 890 осіб/км².  Було 632 помешкання (415/км²).
Расовий склад населення:
| - 98,5 % — білих - 0,5 % — чорних або афроамериканців - 0,2 % — азіатів - 0,1 % — корінних американців |

До двох чи більше рас належало 0,5 %. Частка іспаномовних становила 0,5 % від усіх жителів.
За віковим діапазоном населення розподілялося таким чином: 21,4 % — особи молодші 18 років, 62,3 % — особи у віці 18—64 років, 16,3 % — особи у віці 65 років та старші. Медіана віку мешканця становила 40,4 року. На 100 осіб жіночої статі у селищі припадало 92,5 чоловіків;  на 100 жінок у віці від 18 років та старших — 87,3 чоловіків також старших 18 років.
Середній дохід на одне домашнє господарство  становив 42 143 долари США (медіана — 34 100), а середній дохід на одну сім'ю — 49 856 доларів (медіана — 42 727). Медіана доходів становила 36 705 доларів для чоловіків та 26 518 доларів для жінок. За межею бідності перебувало 19,7 % осіб, у тому числі 24,1 % дітей у віці до 18 років та 10,9 % осіб у віці 65 років та старших.
Цивільне працевлаштоване населення становило 512 осіб. Основні галузі зайнятості: освіта, охорона здоров'я та соціальна допомога — 23,4 %, роздрібна торгівля — 21,9 %, будівництво — 8,4 %, мистецтво, розваги та відпочинок — 8,0 %.